# Сув-Ховузи
Сув-Ховузи (узб. Suv hovuzi/Сув ҳовузи) — посёлок городского типа в Каттакурганском районе Самаркандской области, Узбекистан. Посёлок расположен в 5 км от железнодорожной станции Каттакурган (на линии Самарканд — Навои).
Возник как посёлок гидростроителей при создании Каттакурганского водохранилища. Статус посёлка городского типа с 1947 года. До 1990-х годов носил название Каттакурганское Водохранилище.

## Население
| 1959 | 1970 | 1979 | 1989 |
| ---- | ---- | ---- | ---- |
| 2070 | 2866 | 3489 | 4668 |